# گوئنل بوتل
گوئنل بوتل (انگلیسی: Gwenaëlle Butel؛ زادهٔ ۹ ژانویهٔ ۱۹۸۹) بازیکن فوتبال اهل فرانسه است.
وی همچنین در تیم‌های ملی فوتبال France women's national under-17 football team, France women's national under-19 football team، و France women's national under-20 football team بازی کرده‌است.